# Kuramaguchi (métro de Kyoto)
Kuramaguchi (鞍馬口駅, Kuramaguchi-eki) est une station du métro de Kyoto sur la ligne Karasuma dans l'arrondissement de Kamigyō à Kyoto.

## Situation sur le réseau
La station Kuramaguchi est située au point kilométrique (PK) 4,6 de la ligne Karasuma.

## Histoire
La station a été inaugurée le 29 mai 1981.

## Services aux voyageurs

### Accès et accueil
La station est ouverte tous les jours.

### Desserte
- Ligne Karasuma :
  - voie 1 : direction Takeda (interconnexion avec la ligne Kintetsu Kyoto pour Nara)
  - voie 2 : direction Kokusaikaikan